# Південноатлантичний вир

Південноатлантичний вир на мапі

Південноатлантичний вир — океанічний вир у південній частині Атлантичного океану. У південній частині виру північно-західні вітри женуть течії, які важко відрізнити від північної межі Антарктичної циркумполярної течії. Як і інші океанічні вири збирає величезну кількість плаваючого сміття.

## Південна межа
На південь від цьогу виру знаходиться Антарктична циркумполярна течія, що тече із заходу на схід навколо Антарктиди. . Ця течія дозволяє Антарктиді підтримувати свій величезний льодовиковий покрив. Потужність — приблизно 125 Sv, ця течія є найпотужнішою в океані.

## Західна межа
Бразильська течія — західна пригранична течія виру, що тече на південь уздовж бразильського узбережжя до Ріо-де-ла-Плата. Течія значно слабша, ніж її північноатлантичний аналог, Гольфстрим.